# 友風子
友風子（ゆうふうし）は、日本のイラストレーター。

## 人物概要
8月5日生まれ、A型、東京都出身、在住。
主に和風水彩イラストで描かれたはかなげな画風が特徴。
プロとして活躍する傍ら、COMITIA（コミティア）やpixivなどでの創作活動も積極的に行い、透明水彩の教室講座を定期的に開催している。

## 作品リスト

### 画集
- 彩 irodori（復刊ドットコム、2015年12月）

### 漫画連載
- サヨナラ自転車（原作：櫻川さなぎ、E★エブリスタ→KoiYui（めちゃコミック内）[2]連載、2015年11月28日 - 2021年12月28日、アクションコミックス→ジュールコミックス、2016年10月・2022年7月）

### 小説挿絵
- あやかしの鏡 シリーズ（著：香谷美季、講談社青い鳥文庫、2008年4月 - 2011年10月）
- 楽園まで（著：張間ミカ、トクマ・ノベルズEdge、2009年1月）
- おそろし箱 -あけてはならない5つの箱-（著：香谷美季、講談社青い鳥文庫、2009年11月）
- 侵略する少女と嘘の庭（著：清水マリコ、MF文庫ダ・ヴィンチ、2010年2月）
- 百年の蝶（著：深月ともみ、岩崎書店、2010年3月）
- 闇長姫 （著：早見裕司、講談社BOX、2011年2月）
- 嘘つきなレディ 〜五月祭の求婚〜（著：白川紺子、集英社コバルト文庫、2012年12月）
- 彩菊あやかし算法帖 シリーズ（著：青柳碧人、実業之日本社、2015年10月 - 2017年8月、文庫版、2017年8月）
- 薔薇の迷宮 〜秘密のキスをアトリエで〜（著：花衣沙久羅、講談社X文庫ホワイトハート（ピンクカラー）、2016年8月）
- 風夢緋伝（著：名木田恵子、ポプラ社TEENS’ ENTERTAINMENT、2017年3月）

### 小説表紙
- ギャル系弁護士芹沢アイリと報道被害の少女 （著:田中宏昌、文芸社、2008年9月）
- 楽園まで （著：張間ミカ、徳間文庫、2010年12月）
- ゆとり鳴く （著：高野雄輝、文芸社、2012年4月）
- 学校の怪談 （著：岡崎弘明、集英社文庫、2012年6月からの新表紙)
- デアラピス（著：小瀬木麻美、東京創元社、2012年7月）
- 終わる世界のアルバム（著：杉井光、メディアワークス文庫、2012年10月）
- にんにん忍ふう: 少年忍者の捕物帖（著：高橋由太、光文社時代小説文庫、2013年8月）
- いまはむかし 竹取異聞（著：安澄加奈、ポプラ文庫ピュアフル、2013年9月）
- 八月のプレイボール（著：mica、小学館クリエイティブ単行本、2014年2月）
- 契り桜（著：高橋由太、光文社文庫、2014年4月）
- わたしを離さないで（著：カズオ・イシグロ、早川書房、2014年9月）＊幅広帯用イラスト
- 歌う樹の星（著：風野潮、ポプラ社、2015年1月）
- さくらいろの季節（著：蒼沼洋人、ポプラ社、2015年3月）
- わが家は祇園の拝み屋さん シリーズ（著：望月麻衣 、角川文庫、2016年1月 - ）
- ゆめ結び　むすめ髪結い夢暦（著：倉本由布、集英社文庫、2016年7月）
- 静かの海 シリーズ（著：筏田かつら、宝島社、2016年9月-10月）
- ガーデン・オブ・フェアリーテイル: 造園家と緑を枯らす少女（著：東堂燦、集英社オレンジ文庫、2018年8月）
- クリーニングでお困りですか？ 女装王子と推理するコマネズミ（著：浅名ゆうな、富士見L文庫、2018年11月）
- 旺華国後宮の薬師 シリーズ（著：甲斐田紫乃、富士見L文庫、2019年7月 - ）

### 雑誌
- SS(スモールエス)vol.2 （2005年08月号、飛鳥新社、絵物語）
- HAPPY　CARD　BOOK （2006年度版、飛鳥新社、イラスト5種）
- SS(スモールエス)vol.3 （2005年12月号、飛鳥新社、水彩メイキング）
- 季刊S vol.13 （2005年12月、飛鳥新社、ペンタブレットメイキング）
- SS(スモールエス)vol.5 （2006年06月号、飛鳥新社、表紙）
- SS(スモールエス)vol.8 （2007年03月号、飛鳥新社、水彩メイキング）
- 季刊S vol.18 （2007年04月号、飛鳥新社、カラーイラスト4P）
- SS(スモールエス)vol.11 （2007年12月号、飛鳥新社、漫画）
- SS(スモールエス)vol.12 （2008年01月号、飛鳥新社、水彩メイキング）
- 活字倶楽部 （2009年06月号、表紙）
- 季刊S vol.27 （2009年09月号、飛鳥新社、水彩メイキング）
- 活字倶楽部 （2010年12月号、表紙・インタビュー）
- Cobalt (コバルト) （2011年09月号、著：阿部暁子「しるし」挿絵）
- Cobalt (コバルト) （2011年11月号-2016年5月号、「和風アリス喫茶」イラスト）
- Cobalt (コバルト) （2012年01月号、著：六花「スマイルください」挿絵）
- アオハル “sweet”（2012年3/20号、漫画）
- アオハル “bitter” （2012年4/20号、漫画）
- 読楽 （2012年04月号、著：相沢沙呼「Drop by drop」挿絵）
- アニメディア （2012年08月号、アニメ『氷菓』アフレコレポート漫画）
- ミステリーズ! （Vol.54 2012年8月号、著：相沢沙呼「こそどろストレイ」挿絵）
- おともだちピンク （2012年11月号、童話「おどる12人のおひめさま」挿絵）
- ひめぐみ（vol.22 2013年06月号、人魚姫の挿絵）
- 月刊J-novel（2013年11月号-2017年1月号、青柳碧人「彩菊あやかし算法帖シリーズ」挿絵）
- SS（スモールエス）vol.39-（2014年12月号-、飛鳥新社、「汐風便り」イラスト）
- Cobalt (コバルト) （2015年07月号、著：小湊悠貴「ゆきうさぎのお品書き」挿絵）
- 小説すばる（2015年7月号・2016年4月号、小島環「泣き娘」挿絵）
- よいこのがくしゅう（2015年12月号、シールずかん見開きイラスト・鳥シール）
- ジャーロNo.59-No.63（2017年春号-2018年春号、天祢涼「巫女の推理に御利益あり」扉絵）
- 小説宝石（2017年7月号、谷津矢車「唯力舎商い指南控　双六帖」扉絵）

### アンソロジー作品集への参加
- 「少女世界」2009年04月号（第1号）（飛鳥新社、2009年3月）
- 「少女世界」第5号 （飛鳥新社、2012年4月）
- コミックアート イラストレーターズ ファイル 2013 （誠文堂新光社、2013年2月）

### その他のお仕事
- 待ち受けFlash 2点（エイチーム、2008年9月）
- 公演『妖精の笛』ポスターイラスト（劇団メリーゴーランド、2011年8月）
- 公演『夢守の鍵』ポスターイラスト（劇団メリーゴーランド、2012年8月）
- コバルト編集部　年賀状イラスト （集英社、2013年1月）
- 一期一会 だれでもオシャレ。 モノクロ見開き（学研教育出版、2013年3月）
- イベント景品　塗り絵用線画１点（紀伊國屋書店、2013年7月）
- 公演『偽りの卵』ポスターイラスト（劇団メリーゴーランド、2013年8月）
- SSイラストメイキングブック～SS illust making book～水彩 vol.01 水彩メイキング（復刊ドットコム、2015年8月）
- ホルベイン×友風子 透明水彩絵具12色セット パッケージイラスト（ホルベイン工業、2015年8月）
- ホルベイン×友風子 ぬり絵付き水彩画ブック パッケージイラスト（ホルベイン工業、2016年1月）